# Belinda Okoth
Belinda Aluoch Okoth, née le 21 mai 1987 à Mombasa, est une joueuse kényane de basket-ball évoluant au poste de pivot.

## Carrière
Elle participe aux championnats d'Afrique 2013 et 2019.
Elle évolue en club à Equity Bank.